# Кранберрі-Лейкс (Нью-Йорк)
Кранберрі-Лейкс (англ. Cranberry Lake) — переписна місцевість (CDP) в США, в окрузі Сент-Лоуренс штату Нью-Йорк. Населення — 174 особи (2020).

## Географія
Кранберрі-Лейкс розташоване за координатами 44°10′51″ пн. ш. 74°52′6″ зх. д. / 44.18083° пн. ш. 74.86833° зх. д. (44.180885, -74.868280).  За даними Бюро перепису населення США в 2010 році переписна місцевість мала площу 51,06 км², з яких 50,34 км² — суходіл та 0,71 км² — водойми.

## Демографія
Згідно з переписом 2010 року, у переписній місцевості мешкало 200 осіб у 86 домогосподарствах у складі 60 родин. Густота населення становила 4 особи/км².  Було 416 помешкань (8/км²).
Расовий склад населення:
| - 99,5 % — білих - 0,5 % — корінних американців |

До двох чи більше рас належало 0,0 %. Частка іспаномовних становила 0,0 % від усіх жителів.
За віковим діапазоном населення розподілялося таким чином: 14,0 % — особи молодші 18 років, 59,0 % — особи у віці 18—64 років, 27,0 % — особи у віці 65 років та старші. Медіана віку мешканця становила 51,2 року. На 100 осіб жіночої статі у переписній місцевості припадало 115,1 чоловіків;  на 100 жінок у віці від 18 років та старших — 112,3 чоловіків також старших 18 років.
Середній дохід на одне домашнє господарство  становив 65 820 доларів США (медіана — 51 500), а середній дохід на одну сім'ю — 76 105 доларів (медіана — 56 250). За межею бідності перебувало 11,8 % осіб, у тому числі 0,0 % дітей у віці до 18 років та 7,4 % осіб у віці 65 років та старших.
Цивільне працевлаштоване населення становило 28 осіб. Основні галузі зайнятості: публічна адміністрація — 28,6 %, освіта, охорона здоров'я та соціальна допомога — 28,6 %, будівництво — 14,3 %, роздрібна торгівля — 10,7 %.